# سكوت هاموند
سكوت هاموند (بالإنجليزية: Scott Hammond)‏ هو سياسي أمريكي، ولد في 1966 في سيراكيوز في الولايات المتحدة. حزبياً، نشط في الحزب الجمهوري. وقد انتخب عضو المجلس النيابي لولاية نيفادا.

## وصلات خارجية
- الموقع الرسمي